# فلاديمير كوليشوف
فلاديمير كوليشوف (بالروسية: Владимир Александрович Кулешов)‏ هو لاعب كرة قدم روسي في مركز الهجوم، ولد في 18 مايو 1986 في بيشكك في قيرغيزستان. لعب مع شينيك ياروسلافل ونادي أورينبورغ ونادي خيمكي.

## وصلات خارجية
- فلاديمير كوليشوف على موقع قاعدة بيانات كرة القدم.إي يو (الإنجليزية)
- فلاديمير كوليشوف على موقع Soccerway.com (الإنجليزية)
- فلاديمير كوليشوف على موقع عالم كرة القدم.نت (الإنجليزية)